# Municipio de Totonicapán
Municipio de Totonicapán är en kommun i Guatemala.   Den ligger i departementet Departamento de Totonicapán, i den sydvästra delen av landet, 100 km väster om huvudstaden Guatemala City.
Följande samhällen finns i Municipio de Totonicapán:
- Totonicapán